# Martin Grove Brumbaugh
Martin Grove Brumbaugh, född 14 april 1862 i Huntingdon County i Pennsylvania, död 14 mars 1930 i Pinehurst i North Carolina, var en amerikansk republikansk politiker. Han var Pennsylvanias guvernör 1915–1919. 
Brumbaugh doktorerade vid University of Pennsylvania, var en kort tid prefekt i läroämnet pedagogik vid samma universitet innan han 1895 tillträdde som rektor för Juniata College. Han var i tjänst som rektor för Juniata fram till år 1906 och tillträdde ämbetet på nytt år 1924.
Brumbaugh efterträdde 1915 John K. Tener som Pennsylvanias guvernör och efterträddes 1919 av William Cameron Sproul. Brumbaugh avled 1930 och gravsattes på Valley View Cemetery i Huntingdon County i Pennsylvania.